# Синій вигнанець
«Синій вигнанець» (тур. Maviye Sürgün) — турецький телесеріал 2023 року у жанрі драми та створений компанією O3 Medya. В головних ролях — Джанер Джиндорук, Дамла Сонмез, Серкан Алтунорак. Перша серія вийшла в ефір 12 червня 2023 року. Серіал має 1 сезон.

## Сюжет
Серіал розповідає про чоловіка на ім'я Алі, який переживає трагічне розставання з коханою дружиною. Життя сім'янина раптово змінилося з переїздом у рідні краї зі Стамбула. Вдівець із двома дітьми, донькою Азрою і сином Ардою, перебирається ближче до родичів і батька, які займаються бізнесом на острові та тримають готель. Сильний і мужній Алі вирушає в море на човні в сильний шторм, де помічає яхту. Він рятує незнайому дівчину від смерті, вступивши в справжню боротьбу за життя. Перелякана Дефне не розкриває рятівникові причину небезпечної подорожі, посилаючись на втрату пам'яті.

## Актори та персонажі
| Актор            | Роль               |
| ---------------- | ------------------ |
| Джанер Джиндорук | Алі Тархун         |
| Дамла Сонмез     | Дефне Боз          |
| Серкан Алтунорак | Озан Адар          |
| Бюлент Шакрак    | Хасан Єл           |
| Айча Ертуран     | Зехра Унку         |
| Рухі Сарі        | Серхат             |
| Хакан Салинмиш   | Саліх              |
| Гекшен Атеш      | Деніз Генджер Якут |
| Яман Арслан      | Арда Тархун        |
| Міна Коюнджулар  | Азра Тархун        |
| Дінч Даймен      | Айкут              |
| Гурберк Полат    | Мурат              |
| Ґьокче Еюбоглу   | Шеваль Адар        |

## Сезони
| Сезон | Епізоди | Епізоди | Оригінальний показ | Оригінальний показ | Оригінальний показ                          |
| Сезон | Епізоди | Епізоди | Перший показ       | Останній показ     | Мережа                                      |
| ----- | ------- | ------- | ------------------ | ------------------ | ------------------------------------------- |
| 1     | 25      | 25      | 12 червня 2023     | 6 грудня 2023      | Show TV (серії 1 — 13) YouTube (серії 14 —) |

## Рейтинги серій

### Сезон 1 (2023)
| Серія | Рейтинг (TOTAL)                | Рейтинг (AB)                   | Рейтинг (ABC1)                 |
| ----- | ------------------------------ | ------------------------------ | ------------------------------ |
| 1.    | 2.32                           | 2.76                           | 2.58                           |
| 2.    | 1.78                           | 2.04                           | 2.05                           |
| 3.    | 1.84                           | 2.19                           | 2.08                           |
| 4.    | 1.39                           | 1.54                           | 1.30                           |
| 5.    | 1.25                           | 1.09                           | 1.28                           |
| 6.    | 1.18                           | 1.12                           | 1.27                           |
| 7.    | 1.25                           | 1.06                           | 1.17                           |
| 8.    | 1.30                           | 1.35                           | 1.07                           |
| 9.    | 0,94                           | 0,68                           | 0,87                           |
| 10.   | 0,84                           | 0,65                           | 0,72                           |
| 11.   | 0,80                           | 0,70                           | 0,86                           |
| 12.   | 1.05                           | 0,71                           | 1.14                           |
| 13.   | 0,93                           | 0,61                           | 0,97                           |
| 14. - | Серіал транслюється на YouTube | Серіал транслюється на YouTube | Серіал транслюється на YouTube |